# Masturbacja instrumentalna
Masturbacja instrumentalna – jeden z przynajmniej trzech rodzajów masturbacji obserwowanej w wieku rozwojowym, stosowana jako środek zmierzający do zaspokojenia innych potrzeb.
Rozwój seksualny człowieka rozpoczyna się jeszcze w okresie prenatalnym, na etapie życia płodowego. Podstawy ludzkiej seksualności początek biorą w dzieciństwie, kiedy też zaczyna formować się tożsamość płciowa. Ich rozwój przejawia się często różnymi prezentowanymi przez dziecko zachowaniami, nie zawsze akceptowanymi kulturowo. Zainteresowanie rozwijającego się człowieka sferą seksualną rośnie w okresie średniego dzieciństwa, w wieku 3–7 lat. Freud wiek 4–5 lat określał mianem fallicznej fazy rozwoju, kiedy zewnętrzne narządy płciowe stają się główną sferą erogenną dziecka. Obserwuje się wtedy między innymi masturbację, obok zachowań froterystycznych czy ekshibicjonistycznych. Chociaż częstość tych aktywności ulega redukcji po 6. roku życia, młoda osoba niekoniecznie przestaje się masturbować. Aktywność ta występuje również w wieku dojrzewania, w którym może odbywać się w grupie.
Masturbacja w dzieciństwie może wchodzić w zakres normy rozwojowej i określa się ją wtedy mianem masturbacji rozwojowej. O normie rozwojowej mówi się w przypadku zachowań, które umożliwiają realizację zadań rozwojowych, należą do zbioru typowych dla danego wieku zachowań, nie obejmują udziału osób różniących się wiekiem, są dobrowolne, nie stanowią zagrożenia zdrowotnego, nie stoją w sprzeczności z normami społeczno-kulturowymi. Jednakże nie wszystkie prezentowane przez dzieci zachowania seksualne się do rzeczonej normy zaliczają. Prócz masturbacji eksperymentalnej, mogącej prowadzić do urazu, nie mieści się w niej również masturbacja instrumentalna.
W przypadku masturbacji instrumentalnej samo masturbowanie się nie jest celem samym w sobie, nie ma za zadanie dostarczyć dziecku przyjemności, jak to się dzieje w przypadku masturbacji rozwojowej. Masturbacja instrumentalna stanowi raczej sposób, w jaki dziecko przekazuje pewne informacje, komunikuje niezaspokojoną potrzebę. Przebiega jawnie i ma zazwyczaj powtarzalny schemat, może pojawiać się w określonych okolicznościach (np. po położeniu się do łóżka w ciemnym pokoju u dziecka bojącego się ciemności). Dziecko stymuluje okolicę krocza, pociera nim o różne przedmioty, jak meble czy zabawki, zaciska uda, a nawet rozbiera się w obecności innych osób i dotyka własnych zewnętrznych narządów płciowych. Wystąpić może wkładanie przedmiotów do naturalnych otworów ciała.
Aktywność taka nie musi zakończyć się w okresie latencji. Może pojawiać się w rozwoju wcześniej, niż w typowym dla masturbacji rozwojowej wieku przedszkolnym, a więc w okresie wczesnego dzieciństwa. Sygnalizuje problem, którego samodzielne rozwiązanie przekracza możliwości dziecka. Powodem wykraczającej poza normę masturbacji może być wiele różnych czynników. U dziecka powstaje duże napięcie, potrzeba znacznej stymulacji. Do przyczyn zalicza się dysfunkcjonalny system rodzinny, z obecnością konfliktu bądź patologii w rodzinie, zaniedbanie, niedostatek należytej opieki i uwagi ze strony rodziców czy innych opiekunów, rozłąka z nimi, poczucie osamotnienia, stres, brak odpowiedniej stymulacji. W szczególności może rozwinąć się na skutek przemocy seksualnej, służąc poradzeniu sobie z lękiem czy przebytą traumą. W takim przypadku bywa niekiedy wyodrębniana jako osobny rodzaj masturbacji. Może jednak wynikać z bardziej typowych dla dzieci lęków, jak lęk przed ciemnością. Może wynikać również z zaburzeń psychicznych, jak upośledzenie umysłowe, zaburzenia obsesyjno-kompulsyjne, całościowe zaburzenia rozwoju, PTSD. Poprzez masturbację dziecko zapewnia sobie z jednej strony redukcję napięcia, ukojenie, nagrodzenie się, z drugiej natomiast zwraca na siebie uwagę opiekunów. Zmierza w ten sposób do zaspokojenia domagającej się tego potrzeby w sposób zastępczy. Prowadzi to do utrwalania takich zachowań. Przeważa tutaj pozaseksualny charakter prezentowanych zachowań.
Jako że świadczy o innym, wymagającym rozwiązania problemie, masturbacja instrumentalna wymaga postępowania psychoterapeutycznego w postaci terapii indywidualnej bądź rodzinnej, niekiedy także leczenia psychiatrycznego. Postępowanie musi zostać dostosowane do wykrytej przyczyny nieprawidłowych zachowań dziecka. Rodzice powinni otrzymać psychoedukację. W szczególności, jako że rodzice masturbującego się dziecka często odczuwają lęk i dążą do jak najszybszego zaprzestania przez dziecko nieakceptowalnych przez nich zachowań, muszą zostać poinformowani, że zabranianie dziecku takiej aktywności czy karanie zazwyczaj nie prowadzi do zaprzestania przez nie aktywności służącej zaspokajaniu deprywowanej potrzeby. Pomocny bywa trening umiejętności rodzicielskich. Dąży się do znalezienia i zaspokojenia domagających się realizacji potrzeb emocjonalnych dziecka, a więc wyeliminowania przyczyn wiodących do masturbacji. Dziecko poddaje się treningowi radzenia sobie ze stresem. W pierwszej kolejności terapia skupia się na przyczynach masturbacji, w dalszej dopiero na samych wymagających korekty zachowaniach pacjenta.